# Schülerradio

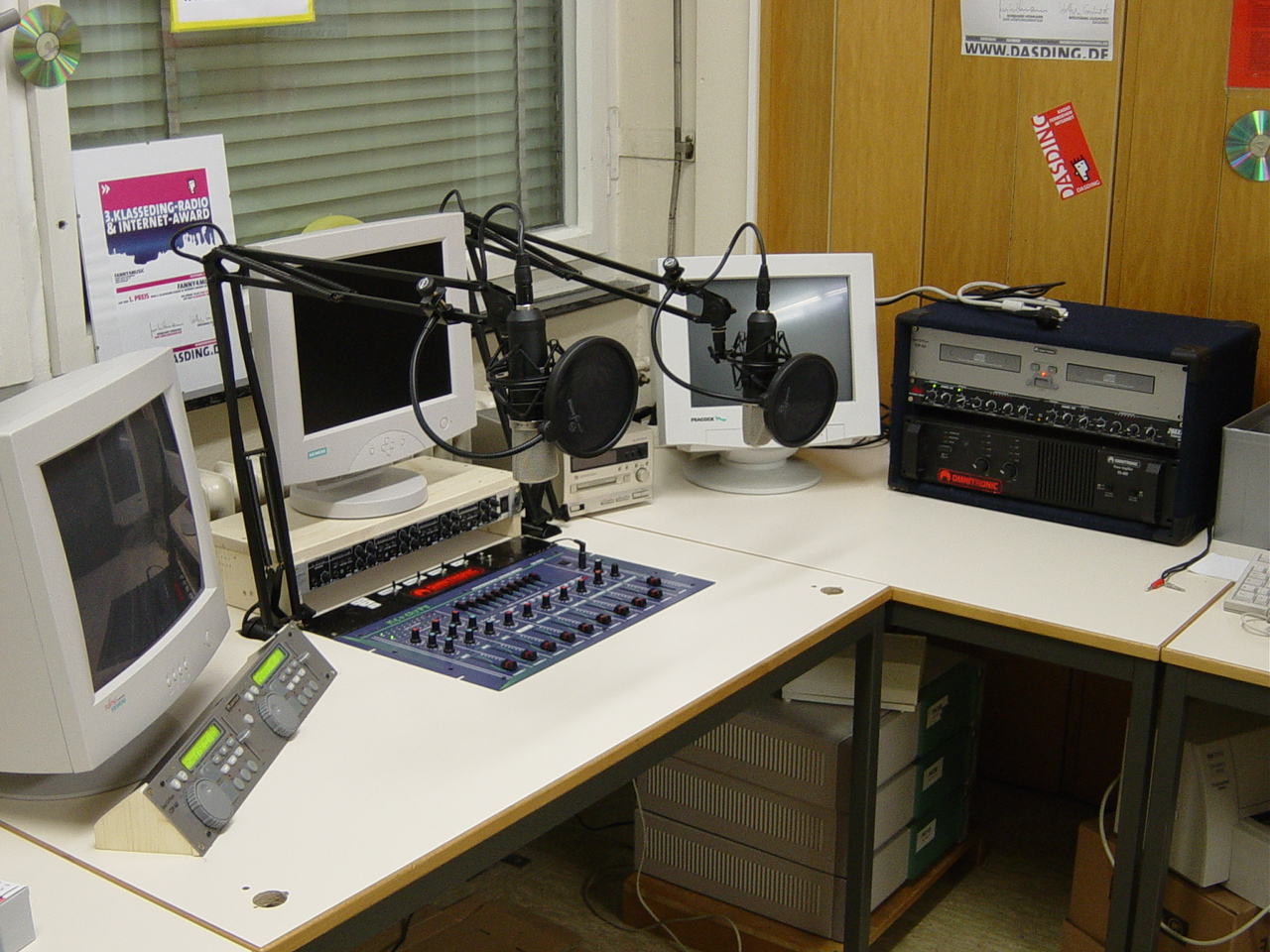
Studio des Stuttgarter Schulradios fanny4music

Schülerradios sind freie Hörfunksender, die von Schülern gestaltet werden. Die produzierten Radiosendungen werden in der Schule über die Sprechanlage oder in einem Pausenraum gesendet beziehungsweise durch das Internet verbreitet. Es gibt Schulradios, die beispielsweise in Pausen Musik spielen oder solche, die einmal im Monat eine Nachrichtensendung rund um die Schule machen. Das Schülerradio ist nicht mit dem Schulfunk zu verwechseln, bei dem in der Regel professionelle Autoren Sendungen für Schüler und den Unterricht machen.
Davon abzugrenzen sind Radiosendungen, die von Schülern gemacht werden, jedoch frei zu empfangen sind.

## Programm und Organisation
Die Sendungen von Schülerradios sind in der Regel nur in Schulen zu bestimmten Zeiten beziehungsweise Pausen zu hören. Für Außenstehende ist es nicht möglich, diese Sendungen zu empfangen. Meistens werden Schülerradios von Lehrern organisiert, es gibt aber auch zahlreiche Ausnahmen, bei denen die Organisation in den Händen von Schülern liegt. Die Methoden zum Erstellen einer Sendung sind an den einzelnen Schulen unterschiedlich. Manche Schulen produzieren die Sendungen vor und spielen sie dann über ein Abspielgerät ab. Diese Methode ist zwar sehr zeitaufwändig, hat aber den Vorteil, dass die meisten Fehler ausgebessert werden können. Andere Schülerradios strahlen ihre Sendungen live aus. Das bedeutet eine große Zeitersparnis, erfordert aber sehr gute Moderatoren und eine hohe Disziplin während der Sendungen. Beide Arbeitswege sind kostenintensiv. Das hat zur Folge, dass nur wenige Schulen sich ein Schülerradio leisten können.
Die Schülerradios sind in der Regel von Fördervereinen und/oder Sponsoren abhängig. Es gibt aber auch Kooperationen mit öffentlichen Bildungsträgern. Für viele existierende Radios ist es schwierig lange zu bestehen. Entweder die betreibenden Schüler verlassen die Schule und es finden sich keine Nachfolger oder es gibt Proteste von Seiten der Schüler oder Lehrer. Es ist kaum möglich den Musikgeschmack von allen zu treffen, aber im Gegensatz zu freien Radios suchen sich nicht die Hörer den Sender aus. Wenn in der Schule Musik läuft, müssen alle Lehrer und Schüler zuhören. Das führt häufig zu Konflikten, die sich nur schwer beheben lassen.

## Ziele und Mitwirkende
Hauptsächliches Anliegen der Schülerradiomacher ist die Belebung des außerunterrichtlichen Bereiches der jeweiligen Schulen. Aus pädagogischer Sicht fördert der Schulfunk das demokratisch-soziale Handeln. Für viele Schüler, die im Hörfunk tätig werden wollen, bietet das Schulradio eine Möglichkeit, Erfahrungen für den späteren Beruf zu sammeln. Dabei werden vor allem technisch Interessierte, Musikexperten und Schüler, die gern recherchieren oder gern moderieren, gesucht. Für eine Internetredaktion und -präsenz des Radios können sich auch computertechnisch Begabte engagieren.

## Schüler-Internetradio
Eine Möglichkeit, die Radioarbeit von Schulen oder außerschulischen Bildungseinrichtungen kostenlos zu präsentieren und direkt auf Sendung zu gehen stellen Internetradio-Verzeichnisse dar. Das Angebot reicht von Audio-on-demand bis hin zur Möglichkeit live zu streamen.
Derzeit gibt es u. a. folgende Plattformen in den einzelnen Bundesländern:
- schul-internetradio.de (Niedersachsen)
- machdeinradio.de (Bayern)